# Windows 10
Windows 10 е операционна система (ОС), разработена от Microsoft като част от семейството Windows NT. Обявена за първи път през април 2014 г. на конференцията Build, предоставена за ползване на потребителите на 29 юли 2015 г. По време на първата година преминаването към Windows 10 се предлага безплатно за потребители с лицензирани предишни версии Windows 7 и Windows 8.1.
В процеса на разработката Microsoft стартира програма Windows Insider с цел тестване, в която можеше да се включи всеки и да инсталира операционната система. Тя започна на 30 септември 2014, като първата налична версия беше Technical Previewer. Всяка нова версия се предоставаше с бърз и бавен цикъл на обновяване. При бързия цикъл участниците в програмата Insider получаваха всяка официално излязла компилирана програма (build), а на бавния – всяка вече стабилна версия.
Целта на Windows 10 е да се обединят семействата ОС на Windows Phone, Windows PC, Windows Embedded и Xbox One, както и на нови продуктови категории като Surface Hub и HoloLens, около общо вътрешно ядро. Тези продукти ще споделят обща, „универсална“ архитектура на приложенията и екосистема Windows Store, която разширява Windows Runtime платформата, въведена с Windows 8. В Windows 10 се предвижда по-нататъшна интеграция с услугите и платформите на Microsoft, като например добавянето на Cortana (интелигентен личен асистент), система за известия, които могат да бъдат синхронизирани между устройствата, и нови функции Xbox Live. Windows 10 също има нов вграден уеб браузър – Microsoft Edge, който заменя Internet Explorer.
Потребителският интерфейс на Windows 10 е еволюция на Windows 8, с акцент върху различни поведения, подходящи за различните видове устройства и наличните методи на въвеждане. За подобряване на работата с клавиатура и мишка за потребителите, Windows 10 добавя подобрено стартово меню и виртуална десктоп система. Също позволява на Windows Store приложенията да бъдат стартирани или в режим на прозорец, или на цял екран. В операционната система ще се въведат нови технологии и компоненти на системата, включително DirectX 12 и нови структури за биометрична идентификация. За разлика от предишните версии на Windows, Microsoft планира да третира Windows 10 като операционна система като услуга, която ще получава некритични актуализации по време на своя живот, в комбинация с периодична дългосрочна поддръжка за подпомагане на корпоративни потребители.
На 29 юли 2015 г. Microsoft пуска официално новата ОС. За първите 24 часа Windows 10 е инсталиран на 14 милиона устройства, а към средата на август 2015 вече е инсталиран на над 50 милиона устройства. Към март 2020 г. повече от 1 милиард активни устройства работят под управлението на Windows 10.
На 2 август 2016 г. излиза юбилейната актуализация за Windows 10 и Windows 10 Mobile, който носи редица подобрения и новости.